# Normeyera
Normeyera là một chi của thực vật có hoa thuộc họ Hoa hồng.
Chín loài được công nhận.
- Normeyera atrimontis (Bernátová & Májovský) Sennikov & Kurtto
- Normeyera caeruleomontana (Bernátová & Májovský) Sennikov & Kurtto
- Normeyera diversicolor (Bernátová & Májovský) Sennikov & Kurtto
- Normeyera doerriana (N.Mey.) Sennikov & Kurtto
- Normeyera hostii (J.Jacq. ex Host) Sennikov & Kurtto
- Normeyera margittaiana (Jáv.) Sennikov & Kurtto
- Normeyera montisalpae (Bernátová & Májovský) Sennikov & Kurtto
- Normeyera salatini (Bernátová & Májovský) Sennikov & Kurtto
- Normeyera schinzii (Düll) Sennikov & Kurtto